# Boïgot del Músic
El Boïgot del Músic és una antiga boïga del terme municipal Conca de Dalt, a l'antic terme d'Hortoneda de la Conca, al Pallars Jussà. És en terres dels Masos de la Coma.
Es troba a l'extrem de ponent de la Coma d'Orient, al lloc per on discorren la Pista de Boumort (més amunt i a ponent) i la Pista dels Masos de la Coma (més avall i a llevant). És a llevant del paratge de Sant Andreu, al nord de l'Obaga de la Coma i del Serrat de la Capella.